# 天の女王

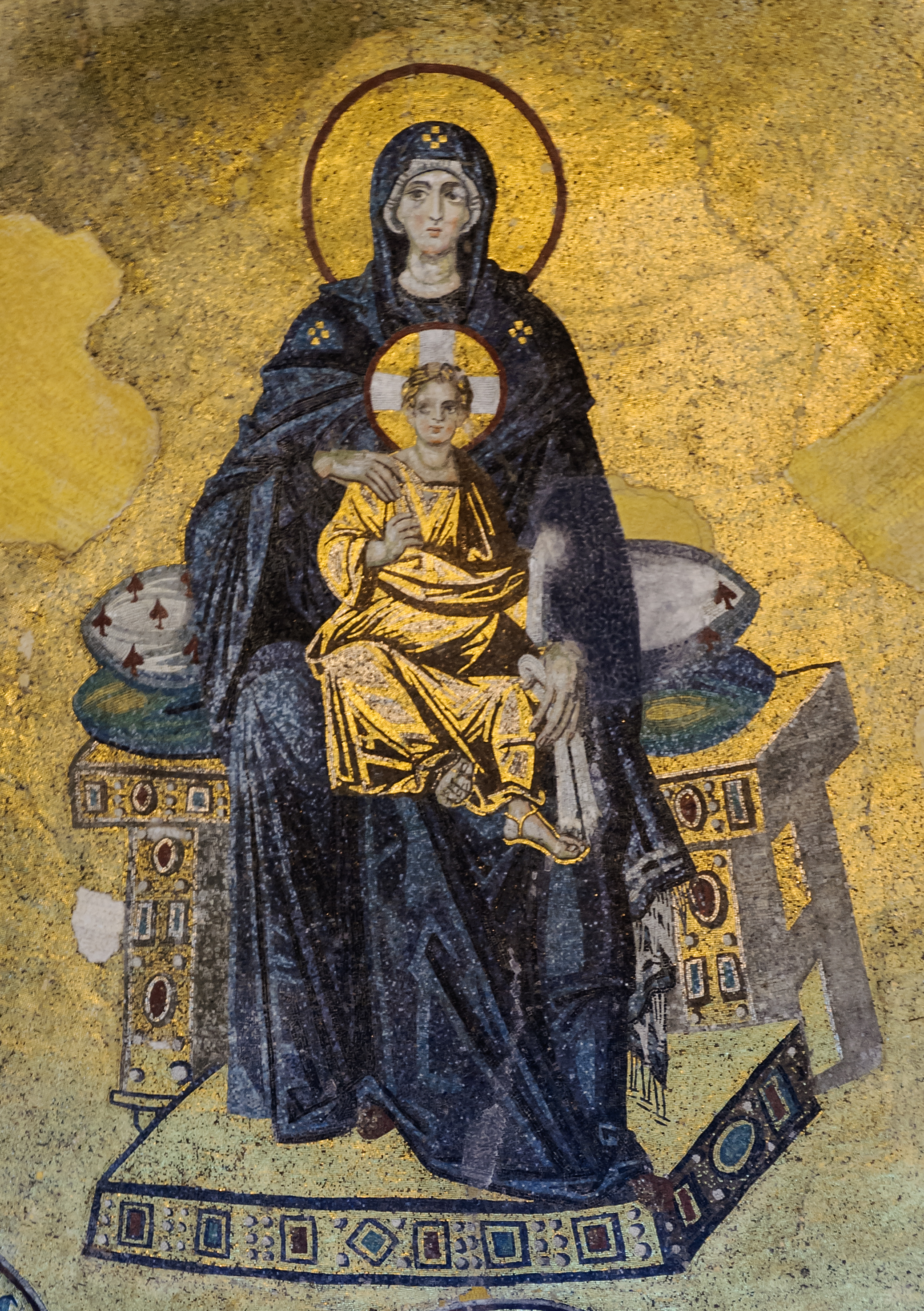
生神女とイイスス・ハリストス。アギア・ソフィア大聖堂のモザイクイコン

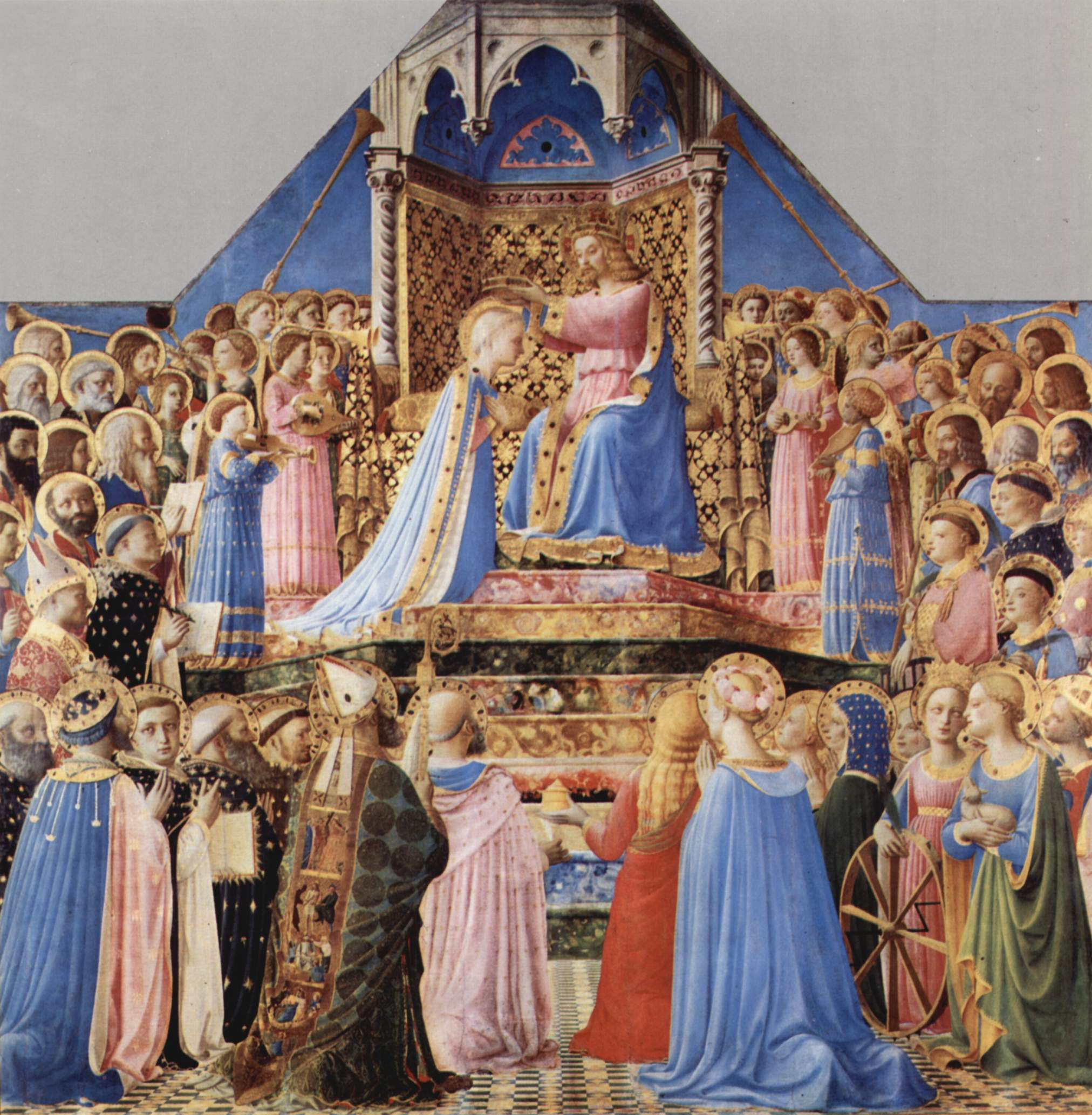
フラ・アンジェリコ『聖母戴冠』

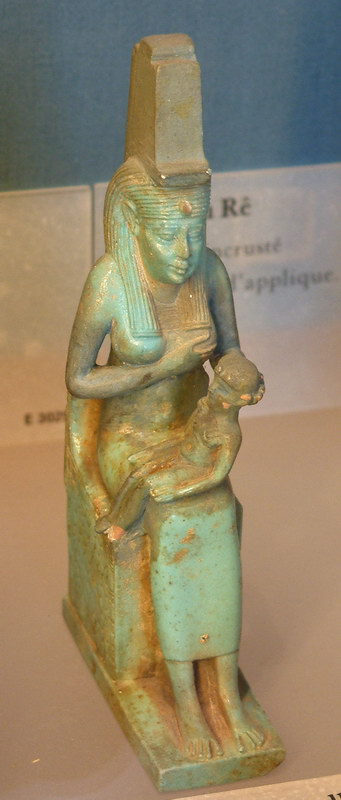
ルーブル美術館所蔵の古代エジプトの女神イシスの像。息子ホルスに授乳している。
ローマ帝国時代には、エジプト神話の中からイシスに対する崇拝が特に強まって帝国全土に広がり

天の女王（てんのじょおう、ヘブライ語形：メレケト・ハ・シャマイム מְלֶכֶת הַ שַּׁמַיִם ）とは、旧約聖書『エレミヤ書』に登場する女神。「天の女王」は新共同訳聖書と新改訳聖書における訳語で、文語訳聖書と口語訳聖書では「天后」（てんこう）と訳される。キリスト教では聖母マリアの尊称として用いられ、カトリック教会では伝統的に「天の元后」（てんのげんこう）と訳している。

## 古代オリエントの女神の称号
古代オリエントにおいて「天の女王」は有力な女神の称号として多用された。例えばメソポタミア神話の女神イナンナ/イシュタルもそう呼ばれている。

## エレミヤ書
『エレミヤ書』に登場する「天の女王」は、アスタルトを中心にアーシラトやアナーヒターなどの女神が習合した豊穣の女神と考えられている。『エレミヤ書』によれば、紀元前6世紀初頭にはこの女神がヘブライ人の間で広く崇められ、焼き菓子が供えられていたという（第7章第18節）。また同第44章によれば、バビロン捕囚の際エジプトに逃れた人々も、天の女王などの神々への崇拝を続けており、その姿を象ったパンやぶどう酒などを供え、香を焚いて祀っていた。
預言者エレミヤはこれを非難し、ヤハウェの「ヘブライ人は異教の神々を崇めたから自分の怒りに触れ、ユダとエルサレムの街が滅びたのだ」という言葉を伝える。しかしそう言われた人々は「天の女王への崇拝をやめたから、その加護を失って滅んだのだ」と反論する。それに対してエレミヤは再度、ヤハウェからの警告を伝え、エジプトのヘブライ人たちに下る裁きを預言している。

## 聖母マリアの尊称としての天の女王
正教会、カトリック教会においては、「天の女王」は神の母である聖母マリアの尊称として用いられている。

### 正教会における敬称
正教会では、「女王」は生神女マリヤに対する尊称の一つとして用いられる。祈祷文には「女宰」（じょさい）とともに頻繁に登場する。
ただしローマ・カトリックと異なり、聖母の被昇天の教義は正教会には無く、サルヴェ・レジーナ（幸いなるかな女王）などのローマ・カトリックが用いる各種の聖歌も正教会では用いられない。

### カトリック教会における尊称
天の女王、天の元后（ラテン語:Regina caeli）は、ローマ・カトリックにおいて聖母マリアに与えられた尊称の一つである。聖母マリアは「天と地の女王」と呼ばれる。
カトリック教会では、8月22日を「天の元后聖マリア」の祝日としており、1954年にローマ教皇ピオ12世が発表した回勅「Ad Caeli Reginam（アド・チェリ・レジナム）」によって定められた。教皇はこの回勅で「マリアは神の母であり、新しいエバとしてイエスの贖いの業に参与した。また、卓越した完徳と、力強い取り次ぎによって、天の元后と呼ばれるにふさわしい方である」と述べている。

#### 天の女王賛歌
カトリック教会で伝統的に歌われる聖母賛歌（アンティフォナ）として、以下のようなものがある。
- サルヴェ・レジーナ（Salve Regina、元后あわれみの母）
- レジーナ・チェリ（Regina caeli、天の元后、喜びたまえ）
- アヴェ・レジーナ・チェロールム（Ave Regina caelorum、天の元后、天の女王）

## 「天の女王」に関する論争
上述のように、聖母マリアに付けられた称号「天の女王」は他宗教でも用いられてきた歴史がある。このためマリア崇敬を異教的・非キリスト教的であるとするプロテスタントの教派からは「天の女王」という称号についても批判される場合がある。
キリスト教徒の中でも、マリア崇敬を批判する福音派プロテスタントの立場からは、女神への尊称としての「天の女王」と結びつける者もある。カールトン・ケニーは著書『クリスマスについての考察』（マルコーシュ・パブリケーション刊）においてマリア崇敬と「天の女王」の称号を「偶像崇拝である」として批判するとともに、クリスマスを祝うことさえ「偶像崇拝」であるとして排斥している。1999年9月にはエペソにおいて、福音派プロテスタント信者により「天の女王」と戦う霊の戦いの祭典「エペソの祭典」が開催された。これは「天の女王」を悪霊と捉え、世界各地の女神信仰と結び付け、それらの打破を目指す、という趣旨のものである。この祭典をマルコーシュ・パブリケーションが発行する雑誌『ハーザー』が取り上げている。
こうした批判に対し、カトリック信徒などマリア崇敬を行うキリスト教徒はこれを真っ向から否定する。カトリックへ転向したプロテスタントの元牧師とその妻であるハーン夫妻が著した『ローマ・スイート・ホーム―なぜ私たちはカトリックになったのか―』（ドン・ボスコ社）では、ダビデの息子ソロモンが母バト・シェバを王太后として尊重したのと同じ意味合いであると述べている。女子パウロ会の公式ウェブサイト「Laudate」では「『あなた方カトリック信者は、マリア様を礼拝しているのでしょ？』と聞かれることがあります。この問いには、はっきりと『いいえ』とお答えしなければなりません。 私たちが聖マリアを崇敬することは、御父、聖霊、そしてみことばであるイエス・キリストにささげられる礼拝とは、本質的に違うことなのです。」と述べている。また旧約聖書では、太后が王に劣らぬ存在として言及されており、決して異教由来ではないとしている。